# DAY BREAK (2007年のラジオ番組)
『DAY BREAK』（デイ・ブレイク）は、JFN系列局で放送されたジャパンエフエムネットワーク制作の全国ネットラジオ番組である。毎週月曜深夜から木曜深夜の週4日、TOKYO FMのスタジオからの生放送。
かつて、ネット局同時間帯には月曜 - 木曜と金曜とで別の番組が放送されていた。月曜 - 木曜には『WANTED!』という番組が、金曜には『ミッドナイトランブラー』という番組が放送されていたが、この番組の放送開始により月曜 - 金曜の番組構成はほぼ統合された。一部地域では、金曜の放送が行われなかった。
なお、1990年代前半に同じくJFN系列で月曜早朝に放送されていた番組『デイブレイク J-POPS』とは無関係。
ジングルでは「THE DAY BREAK」と読まれていた。

## DAY BREAK
月曜 - 木曜の27:00 - 28:55に放送。団塊の世代またはそれ以上の年代をターゲットに、1960年代 - 1980年代の曲を放送していた。直前の時間帯に放送されている『やまだひさしのラジアンリミテッドDX』とは全く番組の毛色が異なるにもかかわらず、同番組のネタをこのDAY BREAKまで引っ張ることがあり、ラジアンリミテッドDXがターゲットとする中高生リスナーも気軽に入り込める構成になっていた。テーマ曲はジミー・スミス「ザ・キャット」。フィラー音楽はバート・バカラック「The Look Of Love」。また、FM岩手では月曜から木曜の15:00 - 15:55にかけて、前日分の再放送も55分版で放送されていた（月曜は過去にはマイサウンドファイルを、後に木曜版を再放送。2009年3月まで）。

### パーソナリティとプロファイル・選曲傾向（2009年10月）
- 月曜：大橋俊夫 - 元エフエム東京アナウンサー。退職後も同局やJFNを中心に担当中。選曲傾向は1979年以降の洋楽が中心。一部時間は邦楽も流す（「日本アーティストミニ特集」「中島みゆき」）
- 火曜：神太郎 - 俳優兼タレントのかつてはアールエフラジオ日本、2001年からエフエム世田谷などで傍らラジオパーソナリティも務める。TOKYO FMでは『TOSHIBA SUNDAY MUSIC』以来。選曲傾向は1950年代 - 1970年代の洋楽とフォーク & ニューミュージック中心
- 水曜：松浦このみ - 元静岡エフエム放送アナウンサー。1960年代以降の洋楽・邦楽・インストゥルメンタルが中心
- 木曜：週替わりパーソナリティ

### 放送時間
- 毎週月曜 - 木曜（火曜 - 金曜未明） 27:00 - 28:55

### ネット局
- 27:00 - 28:55
  - FM青森・FM秋田・FM岩手・Boy-FM・ふくしまFM・RADIO BERRY・FM群馬・TOKYO FM・FM-NIGATA・FM長野・FMとやま・HELLO FIVE・FM福井・K-MIX・FM AICHI・Radio 80・radio CUBE FM三重・e-radio・Kiss-FM KOBE・V-air・VV-FM・HFM・FMY・FM徳島・FM香川・Hi-Six・Air-Radio FM88・fm nagasaki・FMS・FMK・JOY FM・μFM・FM沖縄
- ネットなし
  - AIR-G'・Date fm[1]・fm osaka・JOEU-FM・fm fukuoka

### コーナー・補足
全曜日固定のタイムテーブル
- 3:00 オープニング　（テーマ曲 ザ･キャット／ジミー・スミス）
- 3:06 CM枠 (1) （CM枠のBGM 恋の面影のインストゥルメンタルアレンジバージョン）
- 3:40 CM枠 (2) （TOKYO FMでは火・木は「TFM Brand-new song eighty seconds」を放送）
- 3:52 CM枠 (3)
- 3:59 一部地域のみステーションブレイクCM
- 4:00 改めてオープニング
- 4:20 CM枠 (4)
- 4:46 CM枠 (5)
- 4:52 エンディング（テーマ曲 唄う風／ラルフ・フラナガン楽団）

月曜日
- 3時台前半 「真夜中のシネマバー」 - 映画音楽の特集
- 3時台中盤 「日本のアーティストのミニ特集」
- 4時台中盤 「夜明け（前）の中島みゆき」 - 中島みゆきの曲が毎週フルで放送される。このコーナーが放送される4時20分ごろに夜明けが近ければ、“前”ということばが外される

月曜デイブレイクのコーナーは基本的にかつて大橋が担当していた木曜から移植したものである。
火曜日
- 3時台後半 「午前3時のストーリー」（月2回） - レイモンド・チャンドラーのストーリーをハードボイルドに、ちょっと気取った感じで放送している。神の低音ボイスが生かされている。
- 時間不定 「今週の拓郎さん」 - 吉田拓郎の楽曲を流す。

水曜日
- 3時台前半 「わたし心」 - パーソナリティの松浦の視線で、気になる男性のしぐさなどを語る。
- 4時台中盤 「トゥルーストーリー」 - ショートストーリーの朗読コーナーがある。当初は番組スタッフが作った物語だったが、2008年2月からはリスナーからのメールを元に番組スタッフが脚色をするというスタイルに変わった。ただし、ストーリーにはFM局勤務の男性が主人公である回が少なからず存在し、番組スタッフによるストーリーと解釈することができる。
- エンディング　番組内で紹介できなかったメールのラジオネームのみを紹介する。

補足
- 28:55 - 29:00は「名言3・6・5」を送る。かつて、「孔子のことば」（JFNC基準、 - 2009.3）がDAY BREAKに内包されて28:50頃から放送されていたが、2008年10月からDAY BREAKとは別番組という扱いとなった。よってDAY BREAKは27:00 - 28:55となる。

### 過去のパーソナリティとエピソード
- 木崎義二 & アシスタント：岩橋由起　(月曜担当、2007.4 - 2008.12.29)
  - 木崎が洋楽雑誌のオールディーズを専門に評論することから毎週ほぼ洋楽のオールディーズだけだが、山下達郎、竹内まりやの曲は洋楽扱いという事で1曲ずつ放送されていた。
  - 彼らの最終回は「卒業」をキーワードにした曲が多く流された。最後はいつもと口上が変わらず、木崎の「これからも元気でね」で締められた。

### DAY BREAK BIG THURSDAY
- 基本的に2週交代。音楽関係者などがパーソナリティーを務める。
- 専用のジングルが使用されている。
- 2009年3月まで月曜深夜で「DAY BREAK BIG MONDAY」だった。
- 番組最後は必ず「来週の月曜日はレギュラーの大橋俊夫さんです」と締める。

| 期間                | 担当                   |
| ------------------- | ---------------------- |
| 1月6日 - 1月13日    | 中村とうよう・折田育造 |
| 1月20日 - 1月27日   | 吉田弘                 |
| 2月3日 - 2月10日    | 湯川れい子             |
| 2月17日 - 2月24日   | 石坂敬一               |
| 3月3日 - 3月17日    | マイク越谷             |
| 3月24日 - 3月31日   | 富澤一誠               |
| 4月11日 - 4月18日   | 東郷かおる子           |
| 4月25日 - 5月1日    | 矢島正明               |
| 5月22日 - 5月29日   | 加藤タキ               |
| 6月5日 - 6月12日    | 八木誠                 |
| 6月19日 - 6月26日   | 今野雄二               |
| 7月4日 - 7月10日    | 小野ヤスシ             |
| 7月17日 - 7月24日   | 星加ルミ子             |
| 7月31日 - 8月7日    | マイク越谷             |
| 8月14日 - 8月21日   | 高橋裕二               |
| 8月28日 - 9月4日    | 湯川れい子             |
| 9月11日 - 9月17日   | 佐藤修                 |
| 9月25日 - 10月2日   | 残間里江子             |
| 10月9日 - 10月16日  | 飯田久彦               |
| 10月23日 - 10月30日 | 朝妻一郎               |
| 11月6日 - 11月13日  | 村井邦彦               |
| 11月20日 - 11月27日 | 石坂敬一               |
| 12月4日             | 山本さゆり             |
| 12月11日 - 12月18日 | 折田育造               |
| 12月25日            | 山本さゆり             |

| 期間              | 担当         |
| ----------------- | ------------ |
| 1月8日 - 1月15日  | 湯川れい子   |
| 1月22日 - 1月29日 | 金子秀       |
| 2月5日            | 岩田由記夫   |
| 2月12日 - 2月19日 | 東郷かおる子 |
| 2月26日 - 3月5日  | 新田和長     |
| 3月12日 - 3月19日 | 篠崎弘       |
| 3月26日           | 八代亜紀     |

### 特番（元旦以外、DAY BREAKは休止）
- 2007.7.26 3:00 - 5:00 参院選直前緊急スペシャル! 〜2時間でわかる!政策争点6つのポイント〜

ちなみに、25日水曜深夜の放送終了直前には木曜担当の大橋からメールが届いていた。
- 2009.1.1 3:00 - 4:55 DAY BREAK 新春 ロック スペシャル! (パーソナリティ：菊地浬)
- 2009.4.22 3:00 - 4:55 BPR5000 (パーソナリティ：つるの剛士)
- 2009.7.7  3:00 - 4:55 マイケル・ジャクソン追悼スペシャル〜King of pop Michael is forever〜 (パーソナリティ：鈴木万由香)

この番組はJFNCではなくTOKYO FM主導だったため、メールアドレスのドメインが「@tfm.co.jp」だった。
- 2009.10.12　3:00 - 4:55 WANTED! （パーソナリティ：RHYMESTER） - TOKYO FMのみ。従って、東京では放送休止となり、他地域は通常通りの放送。
- 2010.1.1 1:00 - 4:55 DAY BREAK NEW YEAR SPECIAL 素晴しい音楽が元気をくれた!元気でいこう!2010 〜音楽のスペシャリスト達から届いた“2010年 音楽の年賀状” -  (パーソナリティ：大橋俊夫)

JFN系列30局ネット。前枠のラジアンは休止となる。
- 2010.2.2 3:00 - 4:55　WANTED! (パーソナリティ：RHYMESTER） - 2009年10月と同じくTOKYO FMのみ。従って、東京では放送休止となり、他地域は通常通りの放送。

## DAY BREAK FRIDAY
金曜25:00 - 29:00に放送。2008年9月27日までは金曜25:00 - 29:00に放送しており、27:00を境とした2部構成であった。当初はこの時間帯に『放送室』をネットする局が多いため、一部時間帯のみのネットとなる局が多かったが、同番組は土曜26:00に移動したためフルネットに切り替えた局が急増した。なお、現在でもレギュラーで番組を入れることのある東北エリアでは短縮放送を行う。また、25:30・26:00・26:30・26:45に番組ジングルが入るポイントが存在している（26時に飛び降り・飛び乗りがあることから、そこが飛び降りもしくは飛び乗りポイントになっているものと思われる）。
2008年10月4日からの1年間は27:00 - 28:00に「LIVE-J」、28:00 - 29:00に「Flavor-Flavor」が入ったため、25:00 - 27:00の短縮となったが、2009年10月3日からは25:00 - 29:00の放送に戻った。

### 『CHAGEのデイブレイク・タイム』

#### パーソナリティ
- CHAGE
- 小川もこ

#### 放送時間
- 毎週金曜 25:00 - 27:00

#### ネット局（月曜〜木曜のネット局中）
- フルネット
  - エフエム青森・FM岩手・エフエム秋田・Boy-FM・ふくしまFM・FM群馬・RADIO BERRY・FM-NIIGATA（2008年10月から）・FM長野・FMとやま・HELLO FIVE・FM福井・Radio 80・radio CUBE FM三重・e-radio・V-air・VV-FM・HFM・FMY・be file786・FM徳島・Hi Six・FMS・Air-Radio FM88・fm nagasaki・FMK・JOY FM・μFM・FM沖縄
- 26:00飛び乗り
  - FM AICHI（2009年2月から）
- 26:00飛び降り
  - fm fukuoka（2008年10月から・月曜〜木曜はネットせず）
- 第1部放送なし
  - AIR-G'・Date fm・TOKYO FM・K-MIX・Kiss-FM KOBE

### 第2部 『DAY BREAK LOVE COLLECTION』

#### パーソナリティ
- 藤原道山
- 妹尾武

#### 放送時間
- 毎週金曜 27:00〜29:00

#### ネット局
- フルネット
  - 下記以外の月曜〜木曜ネット局
- 28：00飛び乗り
  - FM-NIIGATA
- 第2部放送なし
  - AIR-G'・AFM・Date fm・TOKYO FM・K-MIX・FM AICHI・Kiss-FM KOBE

#### 補足
- 2008年1月25日は「DAY BREAK FRIDAY スペシャル」と題し、27:00 - 28:00「百万人の源氏物語千年紀スペシャル」（出演：近藤サト・瀬戸内寂聴・伊井春樹）◇28:00 - 29:00「永田町カフェスペシャル」（出演：近藤サト）を放送のため、「マイ・サウンド・ファイル」は休止。